# Clutia abyssinica
Clutia abyssinica là một loài thực vật có hoa trong họ Peraceae. Loài này được Jaub. & Spach mô tả khoa học đầu tiên năm 1855.